# Гайове (селище)
Гайове — селище в Україні, в Олександрійському районі Кіровоградської області. Населення становить 254 особи.

## Населення
Згідно з переписом УРСР 1989 року чисельність наявного населення селища становила 466 осіб, з яких 209 чоловіків та 257 жінок.
За переписом населення України 2001 року в селищі мешкало 389 осіб.

### Мова
Розподіл населення за рідною мовою за даними перепису 2001 року:
| Мова       | Відсоток |
| ---------- | -------- |
| українська | 97,18 %  |
| білоруська | 1,03 %   |
| російська  | 1,03 %   |
| молдовська | 0,77 %   |